# Raymond Baché
Raymond Baché (Estagell, Rosselló, 1 de setembre de 1947 - París, 18 de desembre de 2016) fou un atleta nord-català, internacional francès especialista en llançament de disc i detenidor del rècord de França de 1969 a 1970. Fou seleccionat 16 cops amb l'equip francès, campió de França júnior, es va classificar 7è en els Campionats d'Europa Júnior de 1966. També fou campió militar de França en 1968 i es classificà 4t als Campionats del Món militars de 1968.

## Biografia
Fou seleccionat 16 vegades en l'equip francès d'atletisme va millorar el rècord de França en llançament de disc el 12 de juliol de 1969 a Ar Baol-Skoubleg amb 56,54 m, destronant Pierre Alard, qui detenia el rècord francès des de 1959. Després de fer un llançament a 58,10 metres a l'I.N. Sports el 27 de maig de 1972, el llançament no va poder ser homologat per errades dels funcionaris.
Alhora va practicar el rugbi jugant de tercera línia a la Unió Esportiva Arlequins de Perpinyà el 1963-1965 i al Racing Club de France el 1966-1967. Fou capità dels equips cadets i júniors, membre de la selecció universitària, professor d'educació física i esportiva diplomat el 16 de juny de 1971 a la Facultat de Vicennes. El 1979 va rebre la Medalla de Bronze de la Joventut i dels Esports. També fou membre de la comissió de disciplina de la Lliga Nacional de Rugbi i entrenador del Racing Club de France.